# Molophilus (Molophilus) uniclavatus
Molophilus (Molophilus) uniclavatus is een tweevleugelige uit de familie steltmuggen (Limoniidae). De soort komt voor in het Palearctisch gebied.